# Mixophyes australis
Mixophyes australis — вид безхвостих земноводних родини австралійських жаб (Myobatrachidae). Описаний у 2023 році.

## Поширення
Ендемік Австралії. Поширений на середньому сході Нового Південного Уельсу. Населяє помірні та субтропічні тропічні ліси, вологі склерофілові ліси та вологі балки в сухих лісах.